# Butia witeckii
Butia witeckii K. Soares & S. Longhi é uma palmeira pertencente a família Arecaceae, nativa da região central do Rio Grande do Sul - Brasil. Sendo uma espécie próxima de Butia yatay (Mart.) Becc. e Butia paraguayensis (Barb. Rodr.) L. H. Bailey, diferindo desta pelo tamanho e peso do fruto, peso e forma do endocarpo/pirênio, e pelo número de pinas (folíolos) de cada lado da raque. Difere-se da última espécie também pelo comprimento da parte expandida da bráctea peduncular,  pelo comprimento da raque da inflorescência e pelo porte.

## Descrição botânica
Palmeira de 3,0 à 6,5 metros de altura com caule solitário. Possui folhas verdes brilhantes em número de  14-25, com raque das folhas frequentemente torcida devido à ação do vento. Os frutos são grandes com 3,6-5,6 cm de comprimento por 3,0-4,1 cm de largura e com 23,61 à 43,05 gramas de peso, de cor amarelo ou amarelo-esverdeado quando estão maduros, possui sabor muito agradável, porém é bastante fibroso. O endocarpo ou caroço(coquinho) possui 3 quinas longitudinais, conferindo uma forma de pirâmide no lado so pólo de germinação, seu tamanho varia entre 2,7 à 3,5 cm de comprimento por 1,6 à 2,3 cm de largura, com 3,43 à 10,11 gramas de peso. Os frutos e o endocarpo são os maiores entre os butiás, podendo ser comparados aos da espécie Parajubaea torally. Os coquinhos desta espécie não são atacados por brocas que frequentemente atacam as outras espécies do gênero Butia. Frutifica em meados de março até abril.

## Ocorrência
A palmeira ocorre naturalmente na região central do estado do Rio Grande do Sul, nos municípios de Júlio de Castilhos, São Martinho da Serra, Quevedos, São Pedro do Sul em direção à Cruz Alta. A planta está muito ameaçada devido à expansão das áreas agrícolas na qual implica na remoção de muitas plantas adultas. Já a pecuária impede a regeneração da espécie.